# 경파-해파 논쟁
경파-해파 논쟁은 1930년대 중반에 이르러 중국에서 이른바 베이징을 거점으로 하는 '경파'(京派)와 상하이를 거점으로 하는 '해파'(海派) 간의 치열한 문학 논쟁이다.

## 경파와 해파
경파(京派)는 베이징이 베이핑으로 이름을 바꾼 20세기 1920년대, 1930년대 중국의 특정 시기에 나타난 엘리트 문화만을 가리키는 관념이다. 해파(海派)는 상하이의 문화를 가리키는 관념으로 20세기 초에 생겨난 이래 시기마다 성격이 변질되면서도 현재까지 사라지지 않고 존재하고 있다.

## 문학 논쟁
일반적으로, '경(京)'과 '해(海)' 의 차이는 전통 회화에서 비롯된 인식이다. 청나라 말(淸末)부터 상하이의 화가들은 과거의 문인화가 보여 온 자유로운 화풍을 계승, 재야에서 베이징의 궁정 화풍과 대립하며 독자적인 '해파'의 풍격을 형성해왔다. 민국 초기부터는 경극의 원조라 할 수 있는 베이징의 경극에 맞서 독자적인 해파의 경극을 발전시켰다. 해파 경극은 혹발적인 인기를 얻었고, 이는 해파의 명성을 널리 알리는 계기가 됐다.
1910년대 중반 이후부터 일어난 신문화운동의 와중에, 베이징에는 '경파 소설', 상하이에는 '해파 소설'이 각각 등장하여 각기 다른 문학 유파가 형성됐다. 이후 발전을 거듭한 문학계의 두 흐름은 1930년대 초 경파-해파 간 문학 논쟁을 야기했다. 이 논쟁은 문학계 내의 유파 논쟁에 그치지 않고, 베이징과 상하이 사람의 인격, 문화 체계, 문화 가치의 차이에 대한 논쟁으로까지 발전해 갔다.

## 논쟁 배경
경파-해파 논쟁은 1933년 10월 18일, 톈진(天津)에서 발행된 《대공보(大公報)》 문예면에 실은 선충원의〈대학자의 태도〉라는 문장에서 발단됐다. 선충원은 이 글에서 "최근의 해파 문인들은 몸에 명사와 같은 풍모를 걸치면서 사실은 물장수처럼 문학을 갖고 논다"고 비난했다. 특히 "이들 문인은 상하이에서 어슬렁거리는 것도 모자라서 매주 4번에서 5번 정도는 반드시 잡담회라는 것을 연다"라는 언급은 상하이 문인들에게서 거센 반감을 샀다. 두헝(杜衡)은 〈문인은 상하이에 있다〉라는 글을 통해 해파 문학을 변호하면서, 자신은 경파 문인으로부터 비판받을 만한 불성실한 문학 활동을 한 기억이 없다고 반론했다. 이에 대해 선충원은 격렬히 반응, 1934년 1월 10일에서 발행된 《대공보》 문예면에 〈해파를 논하다〉라는 격문(檄文)을 발표했다.